# Rodondo Island
Rodondo Island è un'isola che fa parte del Rodondo Group nello stretto di Bass, in Tasmania (Australia). L'isola è una riserva naturale (Rodondo Island Nature Reserve) dal 1976.

## Geografia
Rodondo è un'isola di granito circondata da ripide scogliere; si trova all'interno dei confini statali della Tasmania ma solo 10 chilometri a sud del promontorio Wilsons, il punto più meridionale dell'Australia, nello stato di Victoria. Rodondo si trova a sud-est delle isole Hogan e a nord-ovest del Kent Group e delle isole Furneaux. L'isola ha una superficie di 0,8 km² e l'altezza massima, di 350 m.
Fanno parte dello stesso Rodondo Group: West Moncoeur Island (39°13′53″S 146°30′21″E) e East Moncoeur Island (39°13′39″S 146°32′23″E) che si trovano a est.

### Flora e fauna
La vegetazione dell'isola è composta dalle specie: Disphyma, Stipa, Poa poiformis, Melaleuca armillaris, Allocasuarina verticillata ed eucalipto.
L'isola fa parte della Wilsons Promontory Islands Important Bird Area (IBA).
Sull'isola nidifica la berta codacorta (77 000 nidi); sono presenti anche il pinguino minore blu, il prione fatato, il gabbiano del Pacifico e la beccaccia di mare fuligginosa. L'aquila pescatrice panciabianca nidifica sull'isola.
Tra i rettili presenti c'è il Niveoscincus metallicus, il Niveoscincus pretiosus e l'Egernia whitii.

## Storia
L'isola fu avvistata dal tenente della Royal Navy britannica James Grant il 9 dicembre 1800 dal brigantino HMS Lady Nelson e così chiamata «per la sua somiglianza con quella roccia, ben nota a tutti i marinai delle Indie Occidentali» (presumibilmente Redonda). Il primo sbarco avvenne nel gennaio 1947 quando un gruppo guidato da John Béchervaise trascorse una settimana esplorando la natura dell'isola.
West Moncoeur Island e East Moncoeur Island furono avvistate sempre il 9 dicembre 1800 dal tenente James Grant e intitolate «al capitano Moncur della Royal Navy».